# Universidade Nacional de Catamarca

A Universidade Nacional de Catamarca (Universidad Nacional de Catamarca, UNCa) é uma universidade pública argentina
Fundada pela lei 19.831 de 12 de setembro de 1972, como parte do programa de reorganização da educação superior que levaria a fundação das universidades Jujuy, La Pampa, Lomas de Zamora, Entre Ríos, Luján, Misiones, Salta, San Juan, San Luis e Santiago del Estero
Está situada na cidade de San Fernando del Valle de Catamarca, Província de Catamarca. Oferece mais de 50 carreiras em várias faculdades, onde frequentam mais de 10 mil estudantes. Conta ainda com uma Escola Superior de Arqueologia, uma editora e uma emissora de rádio (LRK302 FM Universidad Nacional de Catamarca).